# Koratinga-Peulh
Ne doit pas être confondu avec Koratinga.
Koratinga-Peulh est une commune rurale située dans le département de Zam de la province du Ganzourgou dans la région Plateau-Central au Burkina Faso.

## Santé et éducation
Le centre de soins le plus proche de Koratinga-Peulh est le centre de santé et de promotion sociale (CSPS) de Koratinga tandis que le centre médical avec antenne chirurgicale (CMA) se trouve à Zorgho.